# 宋子安
宋 子安（そう しあん、1906年 - 1969年2月25日）は、広州銀行董事会主席。父は宋嘉澍、母は倪桂珍。兄姉に宋靄齢・宋慶齢・宋子文・宋美齢・宋子良がいる。
| スタブアイコン | サブスタブ | この項目は、まだ閲覧者の調べものの参照としては役立たない、人物に関連した書きかけの項目です。この項目を加筆・訂正などしてくださる協力者を求めています（P:人物伝/PJ:人物伝）。 |